# Enrique Alvear Urrutia
Enrique Alvear Urrutia (* 31. Januar 1916 in Cauquenes; † 29. April 1982 in Santiago de Chile) war ein chilenischer Bischof, der als „Bischof der Armen“ bekannt wurde.

## Leben
Enrique Alvear Urrutia wurde als achtes von elf Kindern von Clorindo Alvear Zurita und Teodorinda Urrutia Pérez geboren. Er besuchte die Grundschule seines Heimatortes und danach das humanistische Gymnasium Luis Campino in Santiago de Chile. Ab 1934 studierte er Jurisprudenz an der Päpstlichen Katholischen Universität von Chile (PUC). Bei Exerzitien mit Carlos Casanueva Opazo, dem Rektor der PUC, erkannte er seine Berufung zum priesterlichen Dienst und trat 1936 in das Priesterseminar des Erzbistums Santiago de Chile ein. Am 20. September 1941 wurde er zum Priester geweiht. Erzbischof José María Caro Rodríguez ernannte ihn zum Spiritual, zunächst am Kleinen Seminar, dann, als Nachfolger von Emilio Tagle Covarrubias, am Priesterseminar des Erzbistums Santiago de Chile.
Am 4. März 1963 ernannte Papst Johannes XXIII. Enrique Alvear Urrutia auf die Bitte des Bischofs von Talca, Manuel Larraín Errázuriz, zum Weihbischof in Talca und zum Titularbischof von Columnata. Am 21. April 1963 wurde er zum Bischof geweiht. Als Wahlspruch wählte er einen Vers aus dem Lukasevangelium (Lk 4,18 ): „Der Herr hat mich gesandt, damit ich den Armen eine frohe Botschaft bringe.“ (span: El Señor me envió a evangelizar a los pobres). Er nahm an der zweiten, dritten und vierten Sitzungsperiode des Zweiten Vatikanischen Konzils teil. Am 7. Juni 1965 wurde er zum Bischof von San Felipe ernannt. Nach einer schweren Lungenentzündung und während einer langen Zeit der Wiedergenesung konnte er seinen Aufgaben nur mit Einschränkungen nachkommen.
Am 9. Februar 1974 wurde er als Bischof von San Felipe entpflichtet und zum Weihbischof in Santiago de Chile sowie zum Titularbischof von Sita ernannt. Erzbischof Raúl Silva Henríquez betraute ihn als Bischofsvikar mit der Verantwortung zunächst für den östlichen Bereich (Zona Oriente), später für den westlichen Bereich (Zona Oeste) des ausgedehnten Erzbistums. Er beeindruckte seine Landsleute durch seinen einfachen Lebensstil, durch seinen Einsatz für die Armen und seine klare, für die „einfachen Leute“ verständliche Sprache. Er verteidigte die Bewohner der Armenviertel, deren Hütten und Häuschen „abgeräumt“ werden sollten, um einem modernen Santiago Platz zu machen. In den Vorstädten der Metropole förderte er die Gründung von Nachbarschaftskomitees, von Arbeitslosen- und Obdachloseninitiativen und von Menschenrechtsgruppen. Während der Herrschaft des Diktators Augusto Pinochet nannte er dessen Verbrechen beim Namen. Wenn ihm bekannt wurde, dass Frauen und Männer willkürlich verhaftet, gefoltert oder ermordet wurden oder „verschwanden“, machte er dies öffentlich.
Enrique Alvear Urrutia starb 1982 im Alter von nur 66 Jahren.

## Gedenken
Enrique Alvear Urrutia wird von vielen Christen in Chile als Anwalt der Armen und der Gerechtigkeit verehrt. Straßen, Schulen, Einrichtungen und Vereinigungen sind nach ihm benannt. Bei seinem Besuch in Chile 2018 betete Papst Franziskus am Grab des Bischofs.

## Seligsprechungsprozess
Am 9. März 2012 eröffnete Erzbischof Ricardo Ezzati den Seligsprechungsprozess für Enrique Alvear Urrutia.

## Schriften
- Die Illegalität des chilenischen Militärregimes. Eine kritische Analyse des Solidaritätsvikariats von Santiago. In: Nuestra América. Zeitschrift für lateinamerikanische Kultur und Politik, Jg. 1 (1976), Nr. 1, S. 23–26.